# Trapped Animal
Trapped Animal – trzeci album studyjny brytyjskiej grupy The Slits, wydany w 2009 przez wytwórnie Narnack Records i Sweet Nothing Records.

## Lista utworów
1. "Ask Ma" – 5:36
2. "Lazy Slam" – 3:57
3. "Pay Rent" – 4:39
4. "Reject" – 2:36
5. "Trapped Animals" – 4:22
6. "Issues" – 3:37
7. "Peer Pressure" – 3:46
8. "Partner From Hell" – 4:58
9. "Babylon" – 5:56
10. "Cry Baby" – 3:35
11. "Reggae Gypsy" – 4:14
12. "Be It" – 4:36
13. "Can't Relate" – 4:36
14. "Had a Day" – 4:21
15. (Untitled) – 4:13

## Skład
- Ari Up – śpiew, instr. klawiszowe, instr. perkusyjne
- Tessa Pollitt – gitara basowa, śpiew
- Adele Wilson – gitara, śpiew
- Hollie Cook – instr. klawiszowe, śpiew
- Anna Schulte – perkusja, śpiew
- Little Anna – organy
- Chico Chagas – akordeon
- Dave "Flash" Wright – flet, saksofon
- Filipe Tavares – skrzypce
- Skip "Little Axe" McDonald – gitara